# Adlersäule (Berlin)

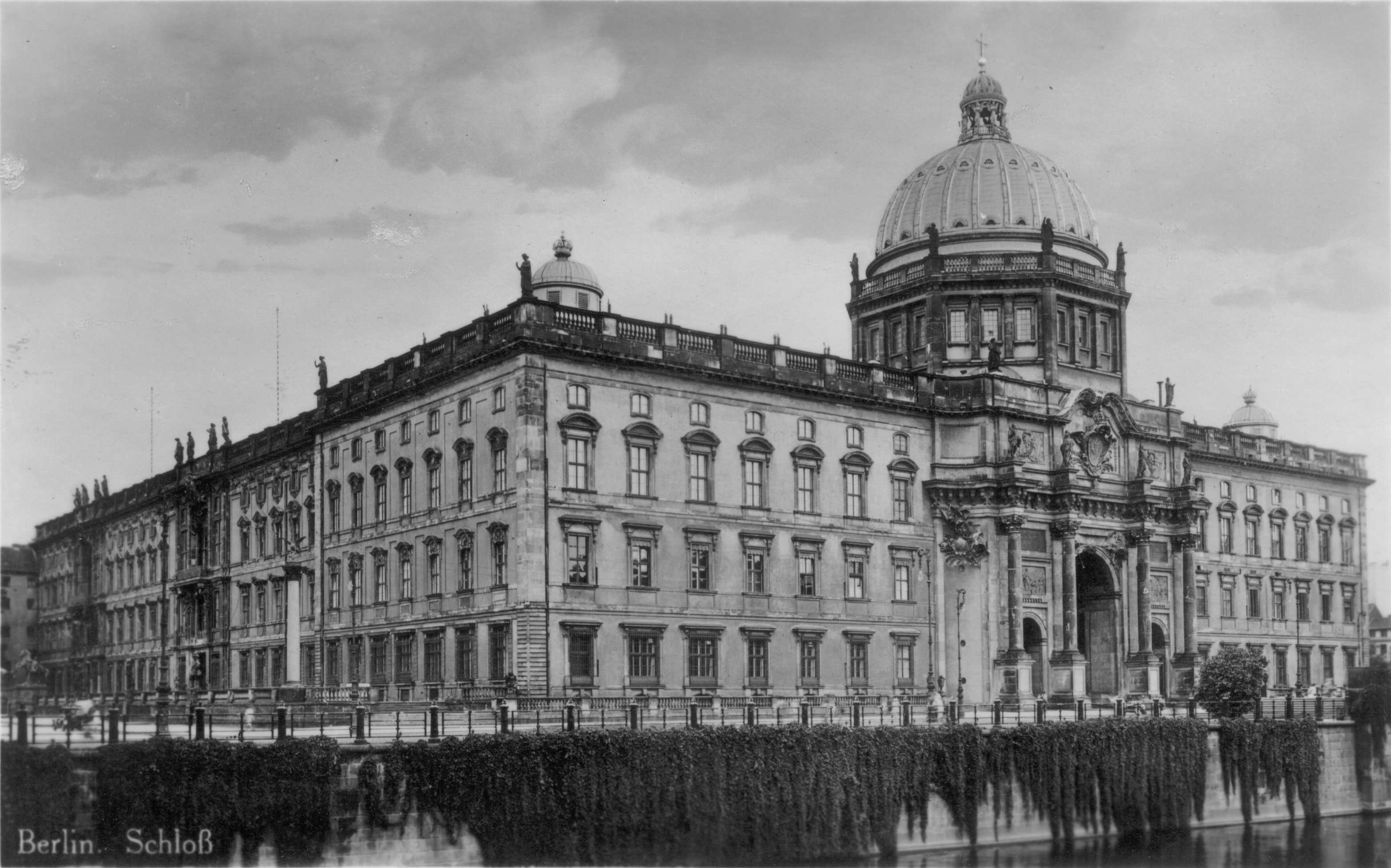
Berliner Schloss mit der Adlersäule (links), 1920

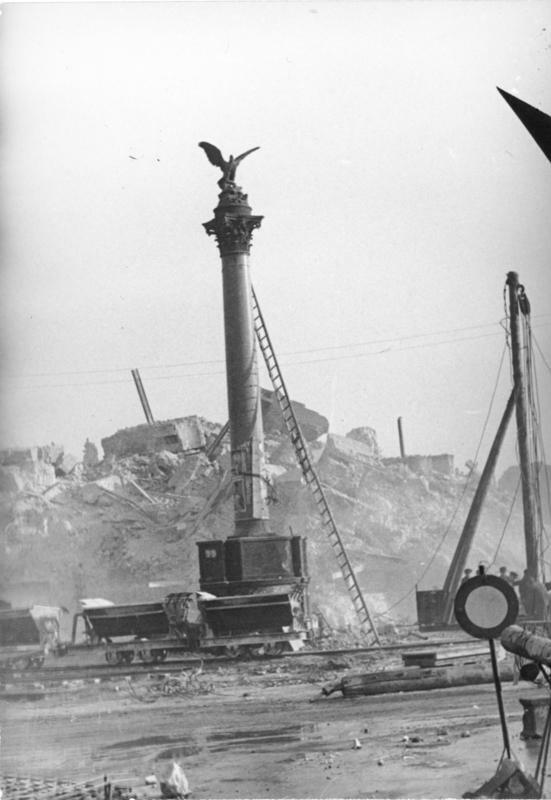
Adlersäule kurz vor der Zerstörung 1950, dahinter das bereits gesprengte Schloss

Die Adlersäule war eine Granitsäule der deutschen Bildhauer Albert Wolff und Christian Gottlieb Cantian sowie des französischen Bildhauers Christophe Fratin. Sie wurde 1846 an der Nordwestecke des Berliner Schlosses aufgestellt, wo sie an den früheren Münzturm erinnerte, und 1950 bis auf das Kapitell zerstört. Im Zusammenhang mit dem Wiederaufbau des Schlosses wird über die Wiederaufstellung der Adlersäule am ursprünglichen Ort diskutiert.

## Geschichte und Beschreibung
Vor der Nordfassade des Berliner Schlosses wurde 1846 die Lustgartenterrasse fertiggestellt. Sie bestand aus einem kleineren Ostteil mit den Rossebändigern und einem größeren Westteil mit der Adlersäule. Die rund acht Meter hohe Säule war ein Gemeinschaftswerk dreier Künstler. Albert Wolff schuf die Basis sowie das Kapitell aus Bronze, Christian Gottlieb Cantian den Schaft aus Granit und der französische Bildhauer Christophe Fratin die bekrönende Figur. Sie stellte einen vergoldeten Adler mit ausgebreiteten Flügeln dar, der auf einem Felsbrocken saß und eine Schlange in den Fängen hielt.
Nachdem die Adlersäule den Zweiten Weltkrieg ohne Schäden überstanden hatte, wurde sie bei der Sprengung des Schlosses 1950 zerstört. Erhalten blieb nur ihr Kapitell, das im Hof des Pergamonmuseums ausgestellt ist. Der letzte Schlossbaumeister Albert Geyer bezeichnete die Adlersäule als „glücklichen Abschluß“ der Lustgartenterrasse. Im Zusammenhang mit dem Wiederaufbau des Schlosses als Sitz des Humboldt Forums wird über die Wiederaufstellung der Adlersäule diskutiert.

## Trivia
Mit einer Höhe von rund acht Metern reichte die Adlersäule bis zu dem Stockwerk des Schlosses, in dem König Friedrich Wilhelm I. Mitte des 18. Jahrhunderts das Tabakskollegium abhielt und Kaiser Napoleon I. im Jahr 1806 residierte. Ihr Schaft wurde aus demselben Markgrafenstein gehauen wie die Granitschale im Lustgarten, die Vorhalle des Mausoleums im Schlosspark Charlottenburg und der Schaft der Friedenssäule auf dem Belle-Alliance-Platz.